# Neuilly-le-Brignon
Neuilly-le-Brignon är en kommun i departementet Indre-et-Loire i regionen Centre-Val de Loire i de centrala delarna av Frankrike. Kommunen ligger i kantonen Descartes som tillhör arrondissementet Loches. År 2022 hade Neuilly-le-Brignon 287 invånare.

## Befolkningsutveckling
Antalet invånare i kommunen Neuilly-le-Brignon
Referens:INSEE